# Стшежув-Перший
Стшежув-Перший (пол. Strzeżów Pierwszy) — село в Польщі, у гміні Мехув Меховського повіту Малопольського воєводства.
Населення — 330 осіб (2011).
У 1975-1998 роках село належало до Келецького воєводства.

## Демографія
Демографічна структура станом на 31 березня 2011 року:
|          | Загалом | Допрацездатний вік | Працездатний вік | Постпрацездатний вік |
| -------- | ------- | ------------------ | ---------------- | -------------------- |
| Чоловіки | 162     | 32                 | 106              | 24                   |
| Жінки    | 168     | 36                 | 94               | 38                   |
| Разом    | 330     | 68                 | 200              | 62                   |